# Аман-Кутан
Аман-Кутан (узб. Aman-Kutan) — пещерная стоянка первобытного человека в Узбекистане, относящаяся к эпохе среднего палеолита, — 100-40 тыс. до н. э.

## Общая характеристика
Стоянка Аман-Кутан характеризует один из этапов развития эпохи среднего палеолита на территории Узбекистана и Центральной Азии в целом. По характерным особенностям находок стоянка Аман-Кутан входит в ареал обширной мустьерской культуры, охватывающей Европу, Кавказ, Северную Африку, и Центральную Азию. Костяные остатки и орудия, найденные в пещере, имеют тот же состав и характер, что и в гроте Тешик-Таш, и являют самые древние свидетельства существования человека на территории Узбекистана. Они дают наглядное представление о весьма разнообразном мире фауны, составляющем основу питания древних насельников этой местности, отражая свойственный для первобытного общества присваивающий тип экономики.[1]

## Описание находки
Стоянка Аман-Кутан расположена в одноимённой пещере в ущелье Бульбуль-Зарсай на северном склоне Зерафшанских гор, на высоте около 1300 м, в 45 км к югу от г. Самарканда.
Открыта в 1947 г. Д. Н. Левом, который обнаружил здесь фрагмент бедренной кости ископаемого человека. В 1947—1957 гг.[2] исследована археологической экспедицией Узбекского (позднее — Самаркандского) государственного университета под руководством Д. Н. Лева.

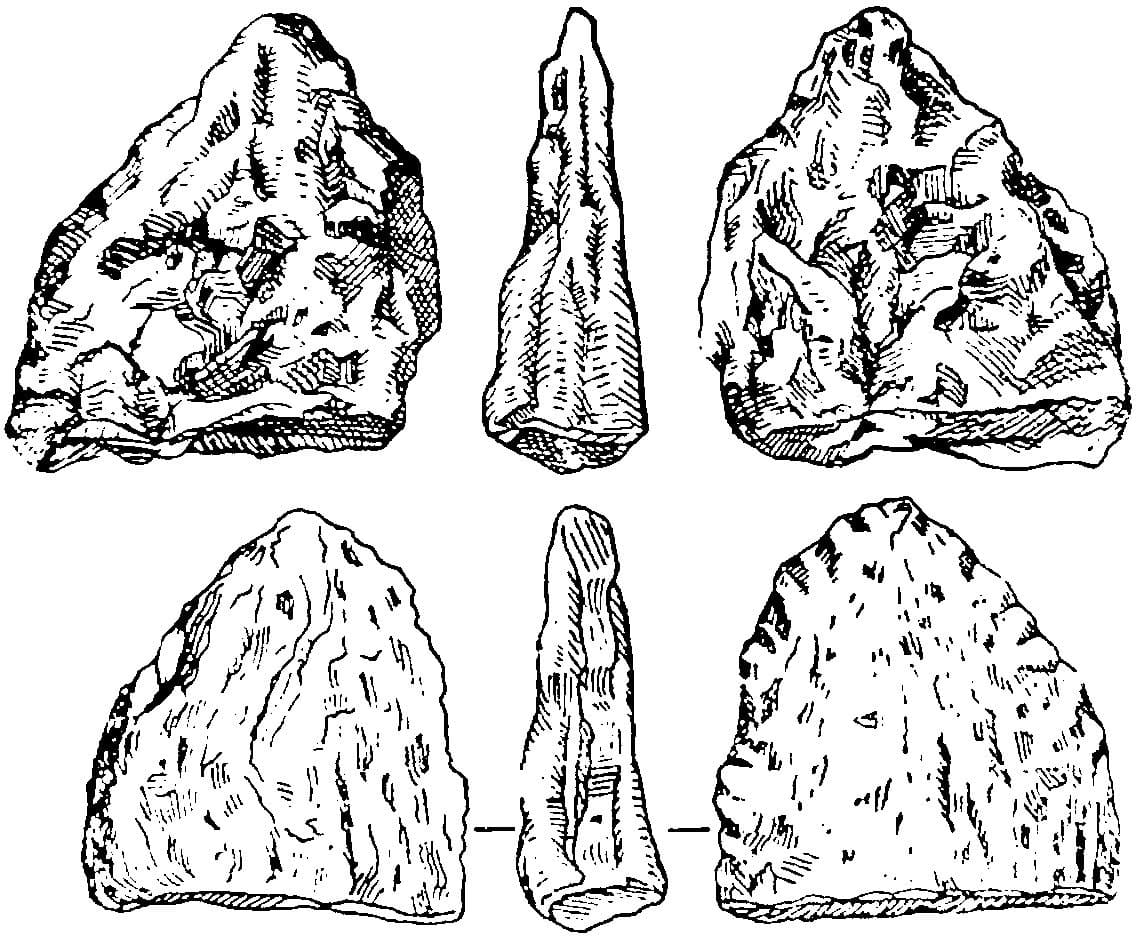
Орудия труда, найденные в пещере Аман-Кутан.

Аман-Кутан представляет собой естественный грот, от входа в который начинается коридор длиной 7,2 м, заканчивающийся небольшой камерой. Культурный слой, разделённый наслоением известкового туфа толщиной 0,8 м, залегал у входа и в глубине пещеры (последний — более мощный в своей толще).[2]

## Орудия
Здесь в глинистом слое во множестве найдены угольки, остатки очагов; изделия из кварца, кварцита и кремня представлены в меньшем количестве. Всего обнаружено 140 изделий — острия, скребки, ножевидные пластины, массивный отбойник из кварца; единственным экземпляром представлен нуклеус (ядрище, от которого откалывали пластины).

## Останки костей
Особую ценность представляет большое число разбитых и обугленных костей диких животных: муфлона (116 особей), благородного оленя, косули, сибирского марала, бурого медведя (39 особей), барсука, дикой кошки, пещерной гиены, черепахи, сурка, дикой лошади. Большинство костей крупных животных было в глубине пещеры. Это обстоятельство привело Д. Н. Лева к предположению о том, что охота на этих животных велась в зимнее время, когда пищу готовили не у входа в пещеру, а в глубине её.[3]

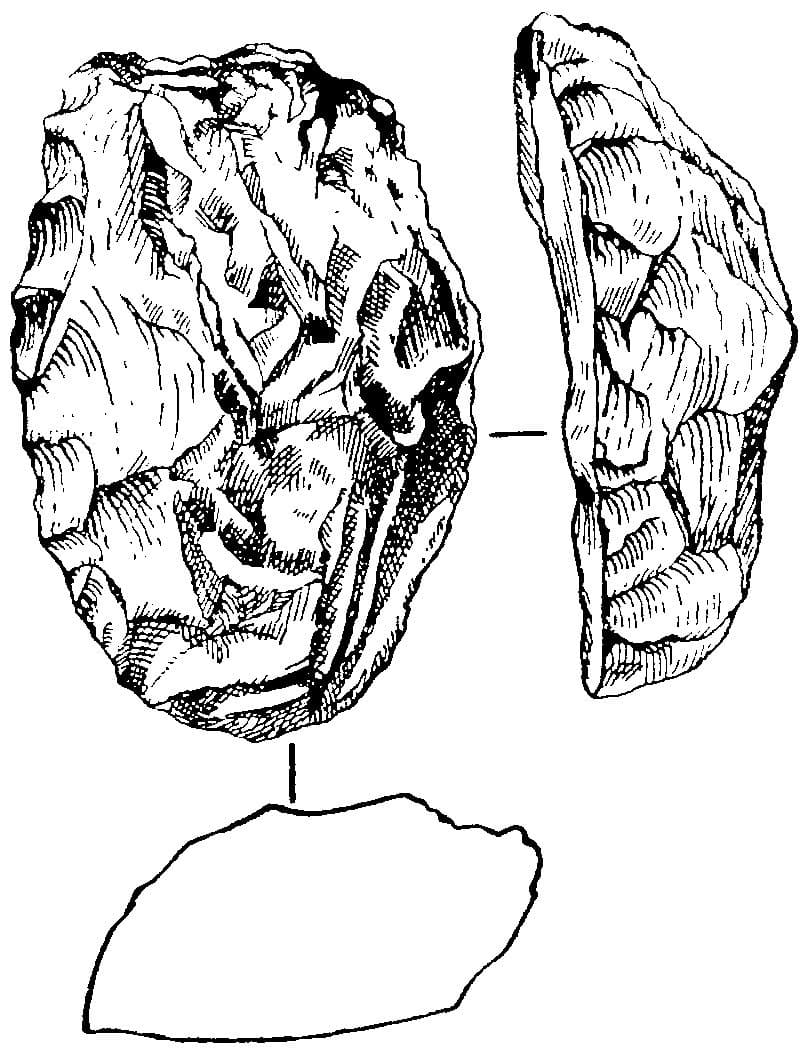
Нуклеус, найденный в пещере Аман-Кутан.